# Giovanni Fontana (scultore)
Giovanni Giuseppe Fontana (Carrara, 27 marzo 1820 – Londra, dicembre 1893) è stato uno scultore e ornatista italiano.

## Biografia
Giovanni Fontana nacque a Carrara il 27 marzo 1820 da Antonio Fontana e Maria Teresa Passani: non si ha la certezza che anche il padre fosse scultore, a differenza degli zii Pietro e Ferdinando che, quasi sicuramente, diedero un indirizzo nell'arte al nipote Giovanni.
Nel 1834-35, Giovanni Fontana fu premiato all'Accademia di Belle Arti di Carrara nei Concorsi d' Incoraggiamento annuali: nel 1834 per la copia in disegno della testa di Achille e nel 1835 per una copia in disegno della testa di un putto.
Nel 1839, Giovanni Fontana (ancora nel disegno) vinse il primo premio nell'ambito Concorso d'Invenzione ma lo ricevette solamente l'anno seguente, quando ottenne il Premio per la Pensione e il relativo soggiorno in Roma che iniziò nell'aprile del 1841.
La permanenza a Roma di Fontana fu disturbata da non pochi disservizi nella riscossione delle rimesse periodiche e da una malattia che, all'inizio del 1842, lo costrinse a rimanere forzatamente a Carrara.
Nei due anni successivi eseguì due saggi per l'Accademia di cui solo il secondo si è conservato, un Davide.
Non è ben chiaro se egli decise di trasferirsi in seguito a Londra per volere proprio o se costretto all'esilio per la fede liberale che lo fece partecipe dei moti del 1848: in ogni caso, la sua permanenza a Londra è documentata dal 1853, anno in cui incaricò lo zio Pietro Fontana di tradurre in marmo il suo Davide del 1844, cosa che fece anche successivamente ordinando una copia allo scultore Camigi nel 1862 e di nuovo nel 1863.
Fontana fu apprezzato in terra inglese "quantunque straniero"  per la sua opera Amore prigioniero di Venere, molto valorizzata da quattro critici della Royal Academy di Londra, che ottenne un premio alla Royal Academy (1859). L'opera venne poi esposta ad una grande mostra a Liverpool nel 1860 (Carozzi, 1993) e nel 1862 venne venduta all'Esposizione internazionale di Londra.
In seguito, fino al 1886, Fontana partecipò alle pubbliche esposizioni alla Royal Scottish Academy, alla Suffolk Street Gallery e alla New Gallery di Londra, e alla Walker Art Gallery di Liverpool: l'Accademia di Carrara conserva anche altre sue opere come la Fanciulla con ghirlanda, la Sonnambula (inviata da Londra nel 1875), una statua di Eros, Patroclo e Achille, Jephte e sua figlia e una Juliette.
Fontana raggiunse la fama con due sculture: La Schiava d'Amore del 1856 e l'Innocenza del 1857.
Lo scultore fece anche alcuni ritratti: uno della Regina Vittoria d'Inghilterra e uno di Charles Dickens, oltre ai i busti di Joseph Clarke, Miss Peggy, Joseph Mayer, Thomas Wright, Thomas Reay, del Generale Cucchiari e di Sir Cunliffle Owen.
L'Accademia di Carrara lo rese socio onorario nel 1860. 
Giovanni Fontana morì a Londra nel 1893.

## Opere
- Davide, Saggio Pensionato in Roma, 1844.
- Amore prigioniero di Venere, (tit. orig. Cupid captured by Venus), 1860 ca.
- La Sonnambula, 1871.
- Fanciulla con ghirlanda.
- La Schiava d'Amore, 1856.
- Innocenza, 1857.